# Monte Veloz
Monte Veloz  es una localidad del extremo este de la provincia de Buenos Aires, Argentina, cerca de la ciudad capital de la provincia de Buenos Aires: La Plata, en el partido de Punta Indio.

## Población
Durante los censos nacionales del INDEC de 2001 y 2010 fue considerada como población rural dispersa.

## Transporte
- Línea 600